# 기무라 타쿠야
기무라 타쿠야(일본어: 木村 拓哉, 1972년 11월 13일 ~ )는 일본의 가수, 배우이며 남성 아이돌 그룹 SMAP의 전 멤버이다. 도쿄도 출신, 소속 사무소는 STARTO ENTERTAINMENT. 아내는 가수, 탤런트 쿠도 시즈카. 애칭은, キムタク 키무타쿠[*]. 멤버 컬러는 빨강이다.

## 약력
1987년, SMAP의 전신 아이돌 그룹인 스케이트 보이즈의 멤버로 선택된다. 같은 시기에, 하기모토 킨이치 프로듀스의 아이돌 그룹 차차대의 멤버 오디션을 SMAP의 멤버인 쿠사나기 츠요시와 함께 합격했지만, 하기모토로부터 〈유부초밥 군〉이라고 불리게 되어 레슨에 가지 않게 된다. 1988년 4월, 스케이트 보이즈의 12명의 멤버중에서 나카이 마사히로, 이나가키 고로, 모리 카츠유키, 쿠사나기 츠요시, 카토리 싱고 등과 함께 SMAP을 결성하였다. 1991년 9월 9일 첫 싱글 〈Can't stop!! -LOVING-〉라는 곡으로 CD 데뷔했다.
1994년, 영화 《슛!》의 연기로 닛칸 스포츠 영화 대상·이시하라 유지로상과 에란드르상 신인상을 수상, 텔레비전 드라마 《젊은이의 모든 것》의 연기로 갤럭시상 장려상을 수상했다. 베스트 청바지 애용자로 선택되어 잡지 《an・an》에서 좋아하는 남자 랭킹에서도 1위를 차지했다.
1996년, 연속 드라마 첫주연이 된 《롱 베케이션》으로 평균 시청률 29.6%, 최고 시청률 36.7%를 기록, 1997년의 《러브 제너레이션》, 2000년의 《뷰티풀 라이프》, 2001년의 《HERO》, 2003년의 《GOOD LUCK!!》이 모두 평균 시청률 30%이상을 기록. 특히 《뷰티풀 라이프》는 최고 시청률 41.3%를 기록, 《HERO》는 전화 시청률조사에서 30% 이상을 기록했다. 또한, 《GOOD LUCK!!》을 제외하는 상기 모든 작품에서 더 텔레비전 드라마 아카데미상 주연 남우상을 수상, 《뷰티풀 라이프》의 연기로 방송 문화 기금상 주연 남우상을 수상했다.
2004년, 영화 《2046》로 칸 국제영화제에 출석. 이 때, 평복의 슈트차림으로 나타나 지금까지의 〈남성은 턱시도로 출석한다〉라고 하는 불문율을 깨서 화제가 됨. 같은 해, 마법사의 하울역으로 출연한 애니메이션 영화 《하울의 움직이는 성》이 관객 동원수 1500만명, 흥행 수입 196억엔, 2004년과 2005년의 흥행 성적 제 1위를 기록했다.
2006년 12월, 주연 영화 《무사의 체통》이 흥행 수입 40억엔을 넘는 히트작이 되어, 도쿄 스포츠 영화 대상 주연 남우상과 이시하라 유지로상 주연 남우상을 수상했다. 일본 아카데미상 주연 남우상에 노미네이트되었지만 사퇴하였다.
2007년, 주연 영화 《HERO》가 흥행 수입 81.5억엔을 기록, 2007년도의 일본 영화 부문 1위가 되었다. 《HERO》의 출연자로서 TV프로 《SMAP×SMAP》의 수록으로 칸 국제영화제에 출석. 주연 드라마 《화려한 일족》이 관서지방에서 최고 시청률 39.3%를 기록, 자신도 서울 드라마 어워즈 최우수 주연 남우상과 드라마 아카데미상 주연 남우상을 수상하였다. 2008년, 주연 드라마 《CHANGE》로 최고 시청률 27.4%를 기록했다.

## 인물
- 출생은 도쿄도이지만, 초등학교 입학 직전까지 오사카부 미노오시에 살았고, 초등학교 이후는 치바 현 치바 시에서 성장했다. 학생시절은 검도부에 소속되어 있었다.

- 1988년, 치바현립 고테하시 고등학교에 입학했다. 다음해 1989년, 도쿄도립 요요기 고등학교 정시제 편입하여, 1991년에 졸업했다. 데뷔의 계기는 숙모가 키무라의 이력서를 몰래 보낸 계기로 쟈니즈 사무소에 들어가게 되었다.

- 1994년부터 5년 연속으로 베스트 청바지 애용자로 선출되어 명예의 전당에 입성했다. 또한 1994년부터 15년 연속으로 잡지 《an・an》에서 좋아하는 남자 랭킹에서도 1위를 획득했다. 주연한 드라마는 1997년의 《기프트》와 2010년의 《달의 연인~Moon Lovers~》와 2011년의《남극대륙》을 제외하고 모두 평균 시청률 20% 이상을 기록하고 있다.

- 사생활로는, 2000년 11월 23일, 2살 연상의 가수 쿠도 시즈카와의 약혼 기자회견을 실시했다. 같은 해 12월 5일에 결혼하였다. 2001년 5월 1일, 두 사람의 첫 아이로 딸을 출산했다. 아름다운 마음으로 자라기를 소망하여《心美 코코미[*]》라고 지었다. 2003년 2월 5일, 둘째로 딸이 태어났고, 《光希 미츠키[*]》라고 지었다.

## 에피소드
- 자신있는 흉내는 〈후루하타 닌자부로〉, 타하라 토시히코, 마츠다 유사쿠, 히라이즈미 세이[11]. 《SMAP×SMAP》에서 연기하고 있다.
- 축구 관전, 서핑, 다트, 당구, 낚시, 카메라, 영화 감상, 음악 감상(롤링 스톤즈, 본 조비, 에어로스미스 등의 팬) 등, 다양한 취미를 가진 것으로 알려져있다. 과거 스노보드도 취미로 하고 있었지만, 몇차례 상처를 입어 그만두었다. 애니메이션을 좋아한다. 특히 《은하철도999》등의 마츠모토 레이지 작품에 깊은 애착이 있다. 그리하여 2002년 5월 27일 방송의 《SMAP×SMAP》에서는 기무라 자신이 하록에 분장한 콩트 〈아르카디아 2002〉 후편에서 원작자 마쓰모토와 공동 출연도 하였다. 그 때, 〈초등학교 무렵의 이성 타입은 메텔이었다〉라고 대답하였다. 또한, 《기동전사 건담》에도 깊은 애착이 있다. 만화 〈ONE PIECE>를 무척 좋아해서, 목욕할때나 이동중때에 자주 읽는다. 다만, 읽는 것은 만화뿐이고, 활자의 책을 독서로 하지는 않는다고 한다.(본인담).
- 장점은 누구와라도 이야기를 할 수 있다. 단점은 성미가 급하다(본인담).
- 애견은 래브라도 리트리버인 보니타. 이름은 마돈나의 〈라 이스라 보니타〉에서 유래했다. 어릴 적에 수의사가 장래 희망이었을 정도로 동물을 좋아한다. 〈너를 잊지 않아〉로 공동 출연한 강아지를 입양하여 친가에서 길렀다고 하는 에피소드도 있다.
- 〈キムタク 키무타쿠[*]〉라고 하는 애칭에 대하여, 본인은 당초 여고생의 사이에 붙여진 애칭으로서 기뻐하고 있었다고 한다. 그러나 그 후, 얼굴을 맞대고 불리는 것보다 매스컴에서 자주 이용하고, 〈キムタク 키무타쿠[*]〉라고 하는 원래의 자신이 아닌 다른 허상으로써의 존재가 있는 것으로 느껴져, 그렇게 불리는 것을 싫어하게 된다. FMV의 CM에서는, 이시다 준이치가 〈キムタ 키무타[*]〉라고 부른 것에 대해 〈생략하지 말아〉라며 싫어하는 티를 내는 콩트 장면도 있다. 또한 중국에서도 キムタク 키무타쿠[*] 애칭으로 불리고 있다.(2006년 11월 10일의, 키무라 타쿠야의 What's up SMAP에서 소개됨). 최근에는 키무타쿠로 불리는 일도, 인기의 바로메이타다, 정착하고 있는 것이라고 받아 들일 수 있게 되었다고 코멘트하고 있다.
- SMAP의 레귤러 프로그램(《SMAP×SMAP》등)이외, 대체로 단독으로는 버라이어티 프로그램에 출연하지 않기 때문에, 연예인이나 그라비아 아이돌과의 공동 출연은 거의 없다. 출연하지 않지만 상대적으로 코미디 프로들을 매우 좋아한다. 실제로 《BISTRO SMAP》으로 〈하네루노토비라〉의 멤버가 게스트였을 때에, 하네루노토비라의 DVD를 가지고 있다고 발언하고 있었다. 또, 2008년, 후지 TV 존 계열 《27시간 TV》에서, 《우리들 효킨족》으로, 일찍이 비트 타케시가 연기한 〈타케짱맨〉을 존경하여 만든 캐릭터인 〈타쿠짱맨〉(그 직전까지 하고 있던 드라마, 《CHANGE》에서, 〈이전까지 총리대신을 하고 있었다…〉라고 자칭했다)을 연기했다. 그는 초기에는 다소 부끄러워하고 있었지만, 서서히 느낌이 오고, 또 어릴적부터 푹 빠져 있던 프로그램의 요소를 다시 활용한 것이었기 때문에, 이전에 타케시·산마가 연기한 개그를 신나게 연기 하였다. 심지어, 산마의 블랙 데빌과 〈사진을 찍으면 좋겠다〉라고까지 말했다.

### 텔레비전 드라마
- 주연한 드라마는 1997년의 《기프트》와 2010년의 《달의 연인~Moon Lovers~》, 2011년의 《남극대륙》을 제외하고 모두 평균 시청률 20%이상을 기록. 1998년 이후는 1년에 1개의 페이스로 연속 드라마에 출연하고 있었지만, 1999년은 연속 드라마의 출연은 없고, 2006년은 게스트 출연과 스페셜 드라마뿐이었다.
- 드라마에서의 패션이나 머리 모양이 자주 화제가 된다. 애용하는 선글래스는 티어드롭 타입으로, 100개 이상 소지하고 있다.
- 주연 드라마 《프라이드》의 촬영 중에, 엑스트라의 안면에 아이스 팩을 직격시키는 사고를 냈다(부상자의 진단은 〈입술 열상·치관파절〉). 단지, 드라마 자체는 휴식중의 팬 서비스로 일어난 사고이기 때문에, 중단되는 일 없이 끝까지 방송되었다.
- 주제가에 SMAP의 악곡이 기용된 것은 1995년의 《인생은 최고다》(공동 주연)이 유일이다. 단독 주연에서는 기용되어 있지 않다.
- 혐연·분연의 풍조가 강해지고 있는 요즈음, 현대극에서는 애연가 역이 많다.

주요 기록
- 1996년 4월 15일 ~ 6월 24일에 방송된 《롱 베케이션》이 평균 시청률 29.6%를 기록.
- 1997년 10월 13일 ~ 12월 22일에 방송된 《러브 제너레이션》가 평균 시청률 30.8%를 기록.
- 2000년 1월 16일 ~ 3월 26일에 방송된 《뷰티풀 라이프》가 평균 시청률 32.3%, 최고 시청률은 41.3%를 기록했다 (2000년 기준으로는 역대 1위). 이후 마츠시마 나나코 주연의 NTV 드라마 《가정부 미타》가 40%를 기록.
- 2001년 1월 8일 ~ 3월 19일에 방송된 《HERO》가 평균 시청률 34.3%를 기록. 평균 시청률은 당시 역대 1위.

## 수상 내역
연기 부문
- 1994년 제7회 이시하라 유지로 신인상 〈슛!〉
- 1994년 에란도르상 신인상 〈슛!〉
- 1995년 제31회 갤럭시 상·장려상 개인부문 〈젊은이의 모든 것〉
- 1996년 제9회 드라마 아카데미상 남우주연상 〈롱 베케이션〉
- 1997년 제15회 드라마 아카데미상 남우주연상 〈러브 제너레이션〉
- 1998년 제1회 닛칸 스포츠 드라마 그랑프리 남우주연상 〈러브 제너레이션〉
- 1998년 제19회 드라마 아카데미상 남우주연상 〈잠자는 숲〉
- 1999년 제24회 드라마 아카데미상 남우주연상 〈뷰티풀 라이프〉
- 2000년 제26회 방송 문화 기금상 남우연기상 〈뷰티풀 라이프〉
- 2001년 제28회 드라마 아카데미상 남우주연상 〈HERO〉
- 2002년 제33회 드라마 아카데미상 남우주연상 〈하늘에서 내리는 일억 개의 별〉
- 2006년 제16회 도쿄 스포츠 영화 대상 남우주연상 〈무사의 체통〉
- 2007년 서울 드라마 어워즈 2007 최우수 남우주연상 〈화려한 일족〉
- 2007년 제57회 드라마 아카데미상 남우주연상 〈화려한 일족〉
- 2007년 제20회 이시하라 유지로상 남우주연상 〈무사의 체통〉
- 2008년 제57회 드라마 아카데미상 남우주연상 〈CHANGE〉

패션 부문
- 1994년 제11회 베스트 지니스트
- 1995년 제12회 베스트 지니스트
- 1996년 제13회 베스트 지니스트
- 1997년 제14회 베스트 지니스트
- 1998년 제15회 베스트 지니스트 (명예의 전당)

## 출연 작품

### 버라이어티 프로그램
※SMAP의 출연은 SMAP#버라이어티 프로그램의 항목을 참조하십시오.
- 《TV's HIGH》 (2000년 10월 13일 - 2001년 3월 23일, 후지 TV)
- 《SmaSTATION-6 준준 레귤러》 (2001년 10월 13일 -, TV 아사히)
- 《미야케》 (2003년 1월 3일 -, 후지 TV)
- 《Goro's Bar》 (2005년 1월 1일, 2006년 1월 10일, TBS)

### 텔레비전 드라마
※단독으로의 출연만. 역할의 굵은 글씨는 주연 작품임.
연속 드라마
- 《위험한 소년 III》 (1988년 10월 12일 - 1989년3월 29일, TV 도쿄) - 키무라 타쿠야(PTA 회장의 아들) 본인 역
- 《좋아하는데…》 (1991년 10월 13일 - 10월 27일, TV 도쿄) - 타무라 에이치 역
- 《그 때, 하트는 도둑맞았다》 (1992년 11월 19일 - 12월 17일 후지 TV) - 카타세 마사토 역
- 《아스나로 백서》 (1993년 10월 11일 - 12월 20일, 후지 TV) - 토리데 오사무 역
- 《젊은이의 모든 것》 (1994년 10월 19일 - 12월 21일, 후지 TV) - 우에다 타케시 역
- 《인생은 최고다》 (1995년 10월 13일 - 12월 22일, TBS) - 오오우에 카즈마 역
- 《롱 베케이션》 (1996년 4월 15일 - 6월 24일, 후지 TV) - 세나 히데토시 역
- 《협주곡》 (1996년 10월 11일 - 12월 13일, TBS) - 타카쿠라 카에루 역
- 《기프트》 (1997년 4월 16일 - 6월 25일, 후지 TV) - 하야사카 유키오 역
- 《러브 제너레이션》 (1997년 10월 13일 - 12월 22일, 후지 TV) - 카타기리 텟페이 역
- 《잠자는 숲》 (1998년 10월 8일 - 12월 24일, 후지 TV) - 이토 나오키 역
- 《뷰티풀 라이프》 (2000년 1월 16일 - 3월 26일, TBS) - 오키시마 슈지 역
- 《HERO》 (2001년 1월 8일 - 3월 19일, 후지 TV) - 쿠리우 코헤이 역
- 《하늘에서 내리는 일억 개의 별》 (2002년 4월 15일 - 6월 24일, 후지 TV) - 카타세 료 역
- 《GOOD LUCK!!》 (2003년 1월 19일 - 3월 23일, TBS) - 신카이 하지메 역
- 《프라이드》 (2004년1월 12일 - 3월 22일, 후지 TV) - 사토나카 하루 역
- 《엔진》 (2005년 4월 18일 - 6월 27일, 후지 TV) - 칸자키 지로 역
- 《화려한 일족》 (2007년 1월 14일 - 3월 18일, TBS) - 만표 텟페이 역
- 《CHANGE》 (2008년 5월 12일 - 7월 14일, 후지 TV) - 아사쿠라 케이타 역
- 《MR.BRAIN》 (2009년 5월 23일 - 7월 11일, TBS) - 츠쿠모 료스케 역
- 《달의 연인》 (2010년 5월 10일 - 7월 5일, 후지 TV) - 하즈키 렌스케 역
- 《남극대륙》 (2011년 10월 16일 - 12월 18일, TBS) - 쿠라모치 타케시 역
- 《PRICELESS~있을 리 없잖아, 그런 거!~》 (2012년 10월 22일 - 12월 24일, 후지 TV) - 킨다이치 후미오 역
- 《안도로이도~A.I.Knows LOVE?~》 (2013년 10월 13일 - 12월 15일, TBS) - 안도 로이도 & 마츠시마 레이지 역 (2역)
- 《HERO 제2시리즈》 (2014년 7월 14일 - 9월 22일, 후지 TV) - 쿠리우 코헤이 역
- 《아임 홈》 (2015년 4월 16일 - 6월 18일, TV 아사히) - 이에지 히사시 역
- 《A LIFE~사랑스러운 사람~》 (2017년 1월 15일 - 3월 19일, TBS) - 오키타 카즈아키 역
- 《BG~신변경호인~》 (2018년 1월 18일 - 3월, TV 아사히) - 시마자키 아키라 역

단편 드라마
- 《동생》(1990년 4월 30일, TBS) - 주연
- 《송엽장의 라거맨 "럭비 하길 잘 했다"》 (1991년 1월 14일, TBS) - 주연
- 《영화 같은 사랑하고 싶다 "로미오와 줄리엣"》 (1991년 10월 5일, TV 도쿄)- 주연
- 《영화 같은 사랑하고 싶다 "마천루는 장미색으로"》 (1992년 4월 4일, TV 도쿄)- 주연
- 《기묘한 이야기 제2시리즈 "말없는 방"》 (1992년 7월 2일, 후지 TV)- 주연
- 《사이몬 후미 선택 SELECTION2 "소녀 이상·소년 미만"》 (1992년 10월 19일, TV 아사히)- 주연
- 《울고 싶은 밤도 있다 "나만의 여신"》 (1993년 4월 18일, TBS)- 주연
- 《이즈의 춤추는 아이》 (1993년 6월 14일 ~ 6월 21일, TV 도쿄)- 주연
- 《기묘한 이야기 봄 특별편 "화장실 낙서"》 (1995년 4월 3일, 후지 TV)- 주연
- 《너는 시간의 저편에》 (1995년 9월 18일, TV 아사히)- 주연
- 《후루하타 닌자부로 제17화 "빨강일까? 파랑일까?"》 (1996년 1월 31일, 후지 TV)- 주연
- 《후루하타 닌자부로 "사라진 후루하타 닌자부로"》 (1996년 4월 9일, 후지 TV)- 주연
- 《오다 노부나가 "천하를 취한 바보"》 (1998년 3월 25일, TBS) - 오다 노부나가 역
- 《기묘한 이야기 봄 특별편 "파파라치"》 (1999년 3월 31일, 후지 TV) - 주연
- 《오늘 밤은 영업 중》 (1999년 9월 18일, NTV)- 주연
- 《기묘한 이야기 SMAP 특별편 "BLACK ROOM"》 (2001년 1월 1일, 후지 TV) - 주연
- 《푸드 파이트 스페셜 홍콩 사투 편》 (2001년 4월 1일 , NTV) - 쿠타로 역 (목소리 출연)
- 《츄신 구라 1/47》 (2001년 12월 28일, 후지 TV) - 호리베 야스베 역
- 《HERO 특별편》 (2006년 7월 3일, 후지 TV) - 쿠리우 코우헤이 역

게스트 출연
- 《전설의 교사 최종화》 (2000년 6월 24일, NTV) - 미즈타니 요지 역
- 《서유기 1화》 (2006년 1월 9일, 후지 TV) - 겐요쿠 대왕 역
- 《여기는 카츠시카 구 카메아리 공원 앞 파출소 최종화》 (2009년 9월 26일, TBS) - 수수께끼의 남자 역

### 영화
- 《슛!》 (1994년 3월 12일 개봉/쇼치쿠) - 주연
- 《너를 잊지 않아》 (1995년 9월 23일 개봉/일본 헤럴드영화) - 우에다 준이치로 역
- 《2046》 (2004년 10월 23일 개봉/월트디즈니재팬) - TAKU 역
- 《무사의 체통》 (2006년 12월 1일 개봉/쇼치쿠) - 미무라 신노조 역
- 《HERO》 (2007년 9월 8일 개봉/토호) - 쿠리우 코우헤이 역
- 《나는 비와 함께 간다》 (2009년 6월 6일 개봉/가가 커뮤니케이션즈) - 시타오 역
- 《SPACE BATTLESHIP(우주전함) 야마토》 (2010년 12월 1일 개봉/토호) - 고다이 스스무 역
- 《무한의 주인》 (2017년 4월 29일 개봉/워너 브라더스 영화) - 만지 역
- 《검찰측의 죄인》 (2018년 개봉 예정) - 모가미 타케시 역
- 《매스커레이드 호텔》 (2019년 개봉/토호) - 닛타 코스케 역
- 《매스커레이드 나이트》 (2021년 개봉/토호) - 닛타 코스케 역

### 무대
- 《맹도견》 (1989년)
- 《화영의 꽃》 (1992년)
- 《멋장이들~모던 보이즈~》 (1994년)

### 성우
- 《꽃보다 남자》 CD북 - 하나자와 루이 역
  - 《꽃보다 남자》 (1993년 7월)
  - 《꽃보다 남자 2》 (1993년 12월)
  - 《꽃보다 남자 3》 (1994년 7월)
- 《하울의 움직이는 성》 (2004년 11월 20일 개봉) - 하울 역
- 《REDLINE》 (2010년 10월 9일 개봉) - JP 역
- 《그대들은 어떻게 살 것인가》 (2023년 7월 14일 개봉) - 마키 쇼이치 역

## 라디오
- 《기무라 타쿠야의 What's up SMAP》 (TOKYO FM)
- 《안녕 SMAP》 (TOKYO FM)

## 솔로곡
- 〈사랑의 멜로디 /恋のメロディー〉
- 〈이렇게 나를 애달프게 하고 있으면서 /こんなに僕を切なくさせてるのに〉
- 〈소리를 듣는 것보다 /声を聞くよりも〉
- 〈전화 할까 /電話しようかな〉
- 〈약한 나이니까 /弱い僕だから〉
- 〈HA〉
- 〈여름 /NATSU〜夏〜〉
- 〈shiosai〉
- 〈계속 계속 /ずっとずっと〉
- 〈Easy Go Lucky!〉
- 〈SPECIAL〉
- 〈네가 있는 /君がいる〉
- 〈Style〉
- 〈너인 그대로 /君のままで…〉
- 〈La ＋ LOVE & PEACE〉

작사
- 〈Waiting Waiting Waiting〉 - SMAP의 앨범 "SMAP 002"에 수록.
- 〈HA〉 - SMAP의 미니 앨범 "La Festa"에 수록.

## 책·DVD
- 사진집 《기무라 타쿠야》 (1996년)
- 포토 에세이 《개방구(開放区)》 (2003년, 슈에이샤)
- 사진집 《%비율》 (2006년, 매거진 하우스사)
- 공식 DVD 《일분(一分) TAKUYA KIMURA》 (2006년)
- 포토 에세이 《개방구 2(開放区 2)》 (2011년, 슈에이샤)
- 사진집 《TAKUYA KIMURA × MEN'S NON-NO ENDLESS》 (2011년, 슈에이샤)

## CM
- 오츠카제약 (1993년 - 1997년)
- 도요타 자동차 (1994년 -)
- 닌텐도 (1994년 - 1995년)
- 롯데제과 (1995년 - 1997년)
- HAWKINS AIR CUSHION (1996년)
- 에이스 콕 (1996년)
- 가네보 화장품 (1996년)
- JCB (1997년)
- NTT 동일본 1997년 -)
- TBC 에스테틱 (1997년 -)
- 기린 맥주 (1997년)
- JRA 1998년 - 1999년)
- 산토리 음료 (1998년 - 1999년)
- 모리나가 제과 (1999년 - 2005년)
- 후지쯔 노트PC, 휴대폰(NTT 도코모) (2000년 - 2010년)
- 리바이스 (2000년 - 2008년)
- 기린 음료 (2001년)
- T&C Surf Designs (2004년)
- 산케이 신문사 (2006년 -)
- 니콘 카메라 쿨픽스 (2006년 -)
- 일본 코카콜라 (2006년 -) ※와타리 테츠야와 공연.
- 맨담 게츠비(왁스) (2006년 -)
- 오츠카제약 포카리 스웨트 (2007년 -)
- 메이지 제과 (2007년 -)
- WOWOW (2007년)
- 세콤 (2008년 -)
- 닛신 식품 (2008년 - 2010년)
- 사만사 타바사 (2009년)
- 타마 홈 (2009년 -)
- 아사히 음료 (2010년 -)
- 하우스 식품 (2010년 -)
- 산토리 맥주 더 프리미엄 몰츠 (2012년 -)
- 댄디 하우스 (2012년)
- 일본 복권 협회 (2012년)
- 닛산 X-트레일 (2022년)